# Ветурии
Вету́рии (лат. Veturii) — один из древнейших патрицианских древнеримских родов. Первые упоминания о представителях этого семейства относятся к эпохе царского Рима.

## Происхождение
Происхождение рода Ветуриев по преданию связывается с Мамурием Ветурием (Ветусием), этрусским медником, выковавшем в царствование Нумы Помпилия 11 копий Алкила — щита бога Марса.

## Родовые имена
Среди Ветуриев использовались имена Тит (лат. Titus), Гай (лат. Gaius), Марк (лат. Marcus), Публий (лат. Publius), Луций (лат. Lucius).

## Ветви рода
В роде Ветуриев выделяют ветви Геминов Цикуринов, Крассов Цикуринов, Филонов и Кальвинов.

## Представители рода
- Мамурий Ветурий — полулегендарный основатель рода;
- Ветурия (ум. после 486 до н. э.), родная мать Марция Кориолана[1];
- Публий Ветурий Гемин Цикурин (ум. после 499 до н. э.), один из первых двух, совместно с Марком Минуцием, квесторов Рима в 509 году до н. э., позднее ставший консулом (499 год до н. э.);
- Тит Ветурий Гемин Цикурин (ум. после 462 до н. э.), консул 462 года до н. э., главнокомандующий римской армией в войнах с эквами и вольсками[2];
- Гай Ветурий Цикурин (ум. после 453 до н. э.), консул 455 года до н. э[3]., авгур с 453 года до н. э[4].;
- Марк Ветурий Красс Цикурин (ум. после 399 до н. э.), консулярный трибун 399 года до н. э[5].;
- Гай Ветурий Красс Цикурин (ум. после 369 до н. э.), член коллегии военных трибунов, облечённых консульской властью, в 377[6]. и 369 годах до н. э.;
- Луций Ветурий Красс Цикурин (ум. после 367 до н. э.), двукратный военный трибун с консульской властью (в 368 и 367 гг. до н. э.);
- Тит Ветурий Кальвин (ум. после 321 до н. э.), двукратный консул Республики в 334 и 321 годах до н. э., полководец 2-й Самнитской войны[7].
- Луций Ветурий Филон (ум. 210 до н. э.), консул в 220 году до н. э., диктатор для проведения выборов магистратов в 217 году до н. э. и цензор в 210 году.